# The Animals (альбом)
| Оценки критиков | Оценки критиков |
| Источник        | Оценка          |
| --------------- | --------------- |
| AllMusic        | [ 1 ]           |

The Animals — дебютный студийный альбом британской рок-группы The Animals, выпущенный в 1964 году. В США он был выпущен на месяц раньше, чем в Великобритании, и с другим порядком песен, представленным в британской версии диска, вышедшей в октябре 1964 года.
В том же году сингл «The House of the Rising Sun», вошедший в американскую версию альбома, занял первые строчки в американских и британских хит-парадах.

## Список композиций

### Британское издание

#### Сторона 1
1. «Story of Bo Diddley[англ.]» (Eric Burdon, Ellas McDaniel) — 5:40
2. «Bury My Body» (Al Kooper, Alan Price) — 2:53
3. «Dimples[англ.]» (John Lee Hooker) — 3:20
4. «I’ve Been Around[англ.]» (Fats Domino) — 1:40
5. «I’m In Love Again[англ.]» (Fats Domino, Dave Bartholomew) — 3:04
6. «The Girl Can't Help It» (Bobby Troup) — 2:24

#### Сторона 2
1. «I’m Mad Again» (John Lee Hooker) — 4:18
2. «She Said Yeah» (Larry Williams) — 2:22
3. «Night Time is the Right Time» (Lew Herman) — 3:49
4. «Memphis Tennessee» (Chuck Berry) — 3:08
5. «Boom Boom» (John Lee Hooker) — 3:20
6. «Around and Around[англ.]» (Chuck Berry) — 2:45

### Сторона 1
1. «The House of the Rising Sun» (Traditional, arranged Alan Price)  — 2:59
2. «The Girl Can’t Help It» (Bobby Troup) — 2:20
3. «Blue Feeling» (Jimmy Henshaw) — 2:28
4. «Baby Let Me Take You Home[англ.]» (Wes Farrell, Bert Russell) — 2:18
5. «The Right Time» (Lew Herman) — 3:42
6. «Talkin’ ’Bout You[англ.]» (Ray Charles) — 1:55

### Сторона 2
1. «Around and Around[англ.]» (Chuck Berry) — 2:44
2. «I’m In Love Again[англ.]» (Dave Bartholomew, Fats Domino) — 2:59
3. «Gonna Send You Back to Walker» (Johnnie Mae Matthews) — 2:22
4. «Memphis, Tennessee» (Chuck Berry) — 3:04
5. «I’m Mad Again» (John Lee Hooker) — 4:15
6. «I’ve Been Around[англ.]» (Fats Domino) — 1:35

## Участники записи
- Эрик Бёрдон — ведущий вокал
- Алан Прайс — электроорган
- Чес Чендлер — бас-гитара
- Хилтон Валентайн — гитара
- Джон Стил — ударные